# Erica Hubbard

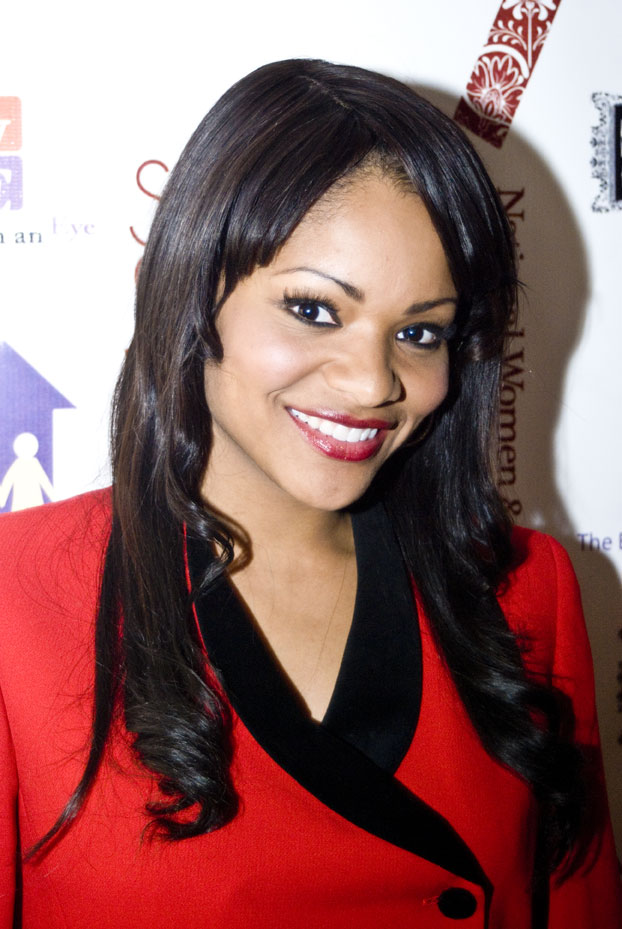
Erica Hubbard (2011)

Erica Hubbard (* 2. Januar 1979 in Chicago, Illinois) ist eine US-amerikanische Schauspielerin.

## Leben und Karriere
Erica Hubbard besuchte drei Jahre lang das Columbia College Chicago. Dieses schloss sie mit einem Bachelor of Arts ab.
Ihre Karriere begann sie mit Sprechrollen und Auftritten in Werbespots, unter anderem für McDonald’s, Reebok und Sears. Ihre erste Fernsehrolle nahm sie 1997 in einer Folge von Emergency Room – Die Notaufnahme wahr. Neben einer wiederkehrenden Rolle in Up’N Running bis ins Jahr 2001 war sie zwischen den Jahren 2000 und 2005 in Folgen von Undressed – Wer mit wem?, American Campus – Reif für die Uni?, Boston Public, Mad TV, Für alle Fälle Amy, Die himmlische Joan sowie in CSI: Miami und Alle hassen Chris zu sehen. Von 2006 bis 2007 hatte Hubbard eine Sprechrolle in Tauschrausch inne, bevor sie ab 2007 in der ABC-Family-Serie Lincoln Heights die Rolle der Cassie Sutton, der Serientochter von Russell Hornsby und Nicki Micheaux, verkörperte. 2010 folgte ein Auftritt in Cold Case – Kein Opfer ist je vergessen. Von 2011 bis 2014 war Hubbard in der BET-Serie Let’s Stay Together mit von der Partie.

## Filmografie (Auswahl)
- 1997: Emergency Room – Die Notaufnahme (ER, Fernsehserie, Folge 3x22)
- 1999: Allein gegen die Zukunft (Early Edition, Fernsehserie, Folge 3x16)
- 1999–2001: Up’N Running (Fernsehserie)
- 2000: Undressed – Wer mit wem? (Undressed, Fernsehserie, Folge 3x27)
- 2002: American Campus – Reif für die Uni? (Undeclared, Fernsehserie, Folge 1x13)
- 2002: The Zeta Projects (Fernsehserie, Folge 2x07)
- 2002: Boston Public (Fernsehserie, 2 Folgen)
- 2002: Do Over – Zurück in die 80er (Do Over, Fernsehserie, Folge 1x02)
- 2002: Mad TV (Fernsehserie, 2 Folgen)
- 2003: Für alle Fälle Amy (Judging Amy, Fernsehserie, Folge 4x21)
- 2004: Die himmlische Joan (Joan of Arcadia, Fernsehserie, Folge 1x16)
- 2004: Cinderella Story
- 2005: CSI: Miami (Fernsehserie, Folge 4x03)
- 2005: Alle hassen Chris (Everybody hates Chris, Fernsehserie, Folge 1x07)
- 2006–2007: Tauschrausch (The Replacements, Fernsehserie, 25 Folgen)
- 2007–2009: Lincoln Heights (Fernsehserie, 43 Folgen)
- 2010: Cold Case – Kein Opfer ist je vergessen (Cold Case, Fernsehserie, Folge 7x22)
- 2011–2014: Let’s Stay Together (Fernsehserie, 44 Folgen)
- 2014: Black Coffee
- 2014: Internal Affairs I.A.D. (Fernsehfilm)
- 2015: My Favorite Five
- 2015: 72 Hours
- 2018: No More Mr Nice Guy
- 2018: The Other Side
- 2018: Falling in Love Again
- 2019: Fall Girls
- 2019: Perfectly Single
- 2019: Professor Mack
- 2019: Just a Friend
- 2022: Hyde Park
- 2022: My Perfect Wedding
- 2023: The Assistant
- 2023: Fell in Love with a Fed
- 2023: He Who Findeth
- 2024: Vampire's House of Cain
- 2024: The Assistant 2
- 2025: Black Cats
- 2025: When Love Speaks
- 2025: Pardon Me – The Bevelyn B. Williams Story